# Урбан Убальдіні
Урбан делла Ріпа Убальдіні (італ. Urbano della Ripa Ubaldini) — львівський купець та банкір, флорентієць за походженням. Засновник роду львівських патриціїв Убальдіні.

## Походження та переїзд до Львова

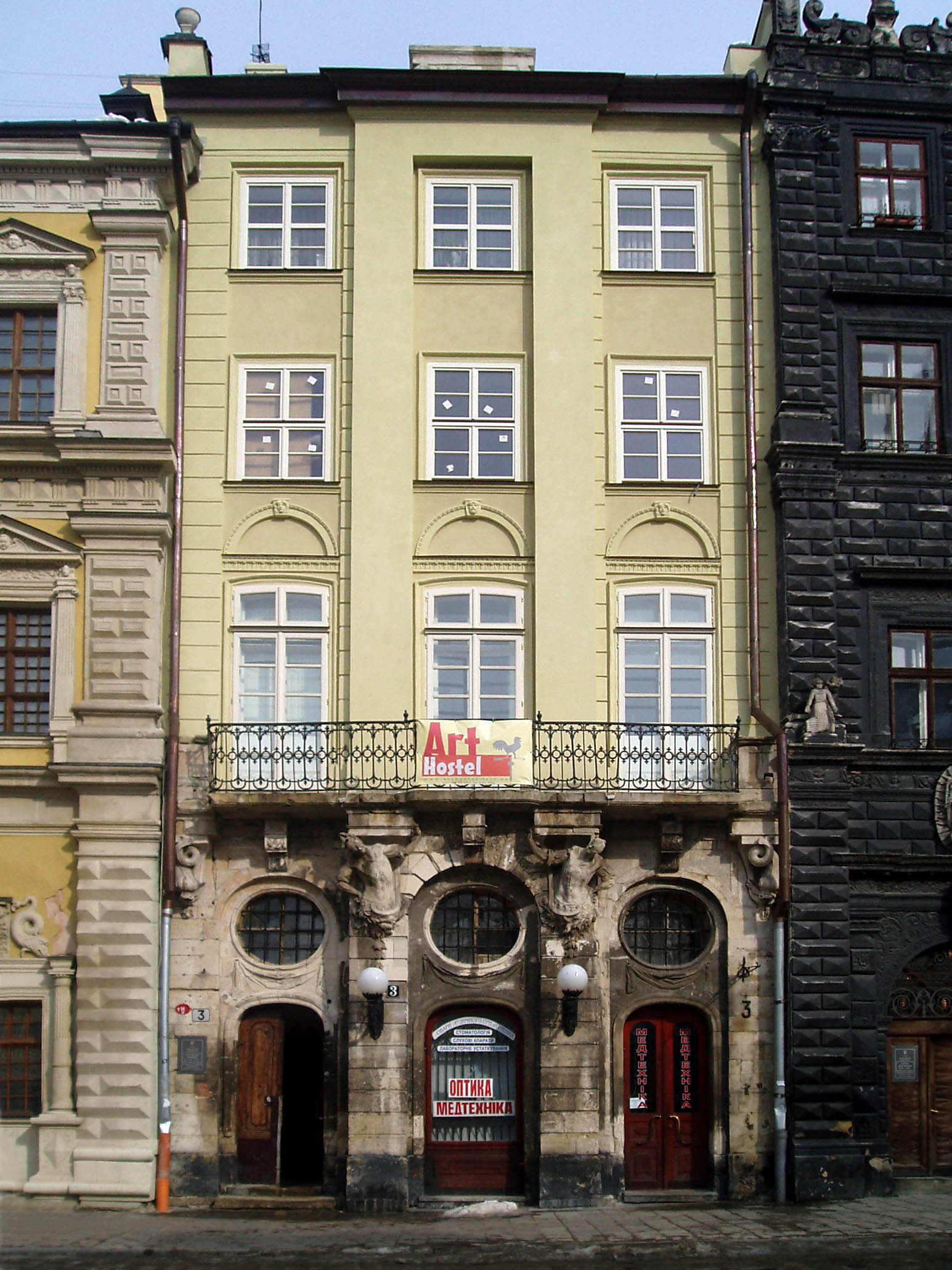
Кам'яниця Убальдіні, Площа Ринок, 3

Походив з шляхетного флорентійського роду Убальдіні делла Ріппа і був родичем Папи Римського Григорія ХІІІ. Належав до партії прихильників давньої Флорентійської республіки, що зазнала поразки в 1532 році. Не терпів тиранію Козімо і Франческо Медічі і вибрав добровільне вигнання в Речі Посполитій. 
Спершу мешкав в Кракові. Прийняв в себе вдома в Кракові і усіляко сприяв П'єро Рідольфі (італ. Piero Ridolfi), учаснику невдалої змови 1575 р. проти Франческо I Медічі, за що флорентійський суд заборонив йому повертатися до Тоскани та конфіскував усе його майно.
Зрештою, Убальдіні перебрався до Львова, де вже була впливова флорентійська діаспора. Вперше згадується в львівських міських актах в 1580 році. У Львові успішно торгував шовком в партнерстві з іншим італійським купцем Себастьяно Монтелупо (італ. Sebastiano Montelupo) та здійснював банківські операції. В 1595 році орендував у шляхтича Каменецького села Погорільці, Підгайчики та Станимир. Рід Убальдіні, заснований Урбаном, став одним з найбагатших у Львові XVII ст.

## Історія кохання до Анни Вільчек
У Львові Урбан Убальдіні закохався в Анну Вільчек — 18-річну красуню і єдину спадкоємицю багатого львівського патриція, райці та бурмістра Львова Валентина Вільчека. Втім, на її руку претендував теж Павло Єльонек, багатий син міського райці. Конфлікт між Урбаном та Павлом Єльонеком, закінчився в 1580 році бійкою, під час якої Урбан вбив супротивника. Хоч за такий злочин у середньовічному Львові карали на смерть, міський суд помилував Урбана Убальдіні, зваживши на передсмертну заяву Єльонека, який усю провину взяв на себе і просив не карати Урбана, та на неабиякий розголос, який ця справа викликала серед львівських міщанок. Урбан все ж провів деякий час у в'язниці. Зрештою, Урбан і Анна одружилися і дали початок львівському роду Убальдіні.

## Сім'я
- З Анною Вільчек мав синів Яна (лат. Joann Ubaldini, львівський райця та бурмистр) і Александра (львівський райця) та доньку Констанцію, що в 1624 році одружилась з Роберто Бандінеллі, внуком знаменитого скульптора епохи Відродження Баччо Бандінеллі, який переїхав з Флоренції до Львова і заснував першу у Львові пошту.
- Внук Урбана — Ян Стефан Убальдіні, відомий львівський райця, бурмістр Львова.
- Онука Урбана, Тереза Убальдіні делла Ріпа — матір львівського хроніста Яна Томаша Юзефовича.